# Comandancia de Patagones
La comandancia de Patagones fue una parte de la jurisdicción política del virreinato del Río de la Plata ubicada en la Patagonia, formando parte del Imperio español hasta su independencia y quedando bajo soberanía de los estados sucesores. Su sede era el fuerte de Carmen de Patagones y su jurisdicción habría alcanzado la totalidad de la Patagonia, desde el río Negro hacia el sur y desde el océano Atlántico a la Cordillera de los Andes.[cita requerida] Se formó en 1785 como continuación de la superintendencia de los establecimientos patagónicos que anteriormente formaban parte del virreinato del Perú. La Comandancia ejerció su jurisdicción desde el Fuerte de Carmen de Patagones y tras la Revolución de Mayo en Buenos Aires en 1810, su sede quedó efímeramente bajo control revolucionario, pero fue reconquistado por los realistas quienes lo mantuvieron en su poder hasta 1814, cuando quedó en manos argentinas. En 1820 la comandancia de Patagones se integró en la provincia de Buenos Aires tras la disolución del gobierno nacional argentino. En 1878 fue creada la gobernación de la Patagonia poniéndose fin a la jurisdicción de la comandancia.

## Antecedentes
El Conde de Floridablanca, Ministro de Indias del rey Carlos III de España, propuso fundar dos poblaciones y dos fuertes subordinados a ellas en la costa atlántica patagónica, una población en la bahía Sin Fondo y otra en la bahía San Julián. De la primera dependería un fuerte en la desembocadura del río Colorado y de la segunda un fuerte en la desembocadura del río Deseado. Los establecimientos serían poblados por colonos procedentes de Galicia, Asturias, Castilla y León.
El 14 de mayo de 1778 Juan de la Piedra fue designado por el rey para comandar la expedición fundadora con el título de comisario superintendente de San Julián y junto a Antonio de Viedma, quien era el contador y tesorero, viajaron a Montevideo. Francisco de Viedma fue nombrado comisario superintendente del Río Negro. El primer contingente de 22 colonos partió de España en octubre de 1778 rumbo a Montevideo. En diciembre se embarcaron 122 colonos más.
Fundaron el «Fuerte y Puerto de San José de la Candelaria» —en el actual Chubut— y luego Juan de la Piedra regresó a Montevideo dejando como comisario superintendente a Francisco de Viedma, quien decidió trasladar su campamento hacia el río Negro, dejando a su hermano Antonio de Viedma a cargo del campamento de la Bahía San José. El 22 de abril de 1779 fundó el Fuerte de Nuestra Señora del Carmen y Pueblo de Nueva Murcia, en la margen derecha (sur) del río Negro en tierras que debió adquirir al cacique Negro que habitaba en las proximidades. El 13 de junio de ese año, una inundación arrasó la fundación, por lo que fue trasladada a la orilla norte del río, originando la actual ciudad de Carmen de Patagones. En octubre comenzaron a llegar allí los primeros colonos gallegos. En 1780 llegaron familias maragatas procedentes de la Maragatería en León.
En 1780 el virrey Juan José de Vértiz y Salcedo designó al comisario superintendente Francisco de Viedma como comandante de armas del Fuerte de Nuestra Señora del Carmen con jurisdicción entre el paralelo 36° 39' S (Cabo San Antonio) y el 44° 30' S (Puerto de Santa Elena, inclusive), para el territorio más al sur hasta el estrecho de Magallanes nombró a Antonio de Viedma con sede en San Julián.
En 1782 Francisco de Viedma fundó un fuerte en cada orilla del río Negro para resguardar a Carmen de Patagones, el Fuerte San Javier al sur y el Fuerte Invencible al norte.

## La comandancia
Tras la muerte de Juan de la Piedra en enero de 1785, dejó de haber un superintendente, asumiendo el mando político y militar Isidro Bermúdez como comandante de armas del fuerte.
En 1787 murió el cacique Negro y lo reemplazó José María Bulnes Yanquetruz. Ese año el capitán de dragones José Ignacio de la Quintana asumió como comandante del Fuerte de Patagones, reemplazado en mayo del año siguiente por el capitán Tomás Gil.
En 1790 por orden del rey se instaló en Puerto Deseado la Real Compañía Marítima al mando de Juan Muñoz, quien construyó el Castillo de San Carlos. En 1804 Agustín García del Barrio construyó allí un fuerte. En 1806 el fuerte fue destruido por los británicos y al año siguiente sus colonos fueron trasladados a Patagones.
En 1807 Luis Antonio de Lahitte fue nombrado comandante del fuerte de Patagones. Fue sucedido el 1 de octubre de 1808 por el capitán Antonio Aragón.
En 1809 Martín de Álzaga fue desterrado a Patagones a causa del episodio conocido como asonada de Álzaga.

## Desde la Revolución de Mayo

### Las primeras medidas
El 23 de junio de 1810 la Primera Junta de gobierno de Buenos Aires, designó al capitán de Dragones Francisco Xavier de Sancho como Comandante Militar y Subdelegado de Real Hacienda de Patagones. 
El 21 de julio de 1810, la Junta acordó a la localidad de Patagones el privilegio exclusivo de abastecer de sal a la ciudad de Buenos Aires y su provincia y por declaratoria del Cabildo de Buenos Aires y el Real Tribunal del Consulado de Buenos Aires fue habilitado el puerto sobre el río Negro para las operaciones comerciales como puerto menor, designándose a Sancho como Subdelegado Marítimo, quedando su cargo desde entonces denominado como Comandante Militar y Subdelegado Marítimo de Patagones. La medida fue justificada en:

"el deseo de fomentar a aquellos vecinos y poner dicho establecimiento en el estado competente de prosperidad, dando a esos dominios del Rey el valor de que son capaces, sácándoles del estado miserable en que se hallan, sirviendo únicamente para erogaciones del erario, sin provecho de éste ni de aquel vecindario, meditando al mismo tiempo que el único medio es franquear aquel puerto al comercio".

El 9 de agosto el gobierno decretó que todos los barcos negreros arribasen a Patagones con preferencia al de la Ensenada de Barragán para la revisión sanitaria y posterior cuarentena.
Por otro lado, la Junta al suspender la figura del Ministro de Real Hacienda del Río Negro (el último de estos funcionarios fue Agustín Orta y Azamor), funcionario de la Comandancia de Patagones a quien los pobladores tenían la obligación de vender los frutos de sus cosechas, supuestamente favorecía los intereses de los pobladores.
Paralelamente a los cambios políticos y económicos, entre el 7 y el 8 de agosto de 1810, a raíz de un castigo a un grupo de indígenas en Patagones, se produjo un ataque tehuelche sobre el Fuerte San José y el Destacamento de Villarino (fuente de agua dulce) quedando destruidos mientras que la escasa guarnición debió huir, quedando algunos cautivos y otros muertos. El mismo 8 de agosto la Junta había emitido la orden a Sancho para el abandono de San José.

### Sublevación de 1812
El 21 de abril de 1812 realistas desterrados comandados por Faustino Ansay (último subdelegado de Mendoza), Domingo Torres Arrieta (último comandante de armas realista de Mendoza) y Joaquín Gómez de Liaño, contando con el apoyo de buena parte de la población, sobornaron a la guarnición y tomaron Patagones.
Habiendo sido enviado por la Junta el Bergantín Hiena para tomar contacto con la plaza, los sublevados consiguieron reducir a la tripulación y apoderarse del barco. Se dirigieron así a Montevideo, donde tomaron contacto con las autoridades realistas. El Gobernador de Montevideo, Gaspar de Vigodet, confirmó el nombramiento del sargento Domingo Fernández para la Capitanía de Puertos de Montevideo y envió el mismo 24 de junio a la Mercurio con refuerzos para tomar posesión formal de la plaza. 

### La recuperación
En la Batalla de Martín García, librada en marzo de 1814, la nueva escuadra argentina al mando de Guillermo Brown venció a la española y ocupó la estratégica isla. Tras una nueva victoria republicana el 17 de mayo en el Combate naval del Buceo, el 23 de junio de 1814 de ese año la ciudad finalmente se rendía, con lo que Patagones quedó aislada.
El 23 de diciembre de 1814 desembarcaron en Patagones tropas de Buenos Aires al mando de Oliver Rusell y capturaron pacíficamente la población. Francisco de Vera fue nombrado comandante del fuerte de Patagones, pero al año siguiente fue reinstalado Francisco Xavier de Sancho hasta octubre de 1817 en que asumió el sargento mayor Julián Sayós.

### Historia posterior

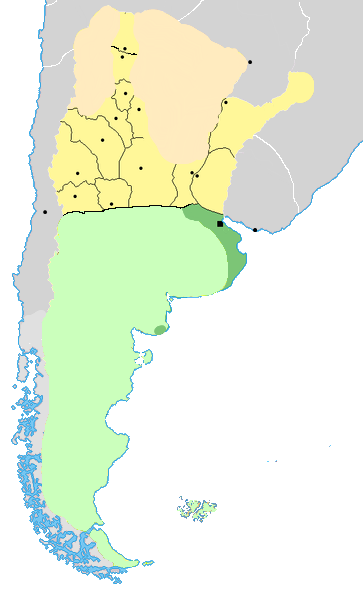
Argentina, c. 1820. En verde oscuro los territorios efectivamente ocupados por la Provincia de Buenos Aires, en verde tenue los pretendidos. El sector más al sur coloreado con verde oscuro corresponde al territorio efectivamente controlado por la Comandancia de Patagones.

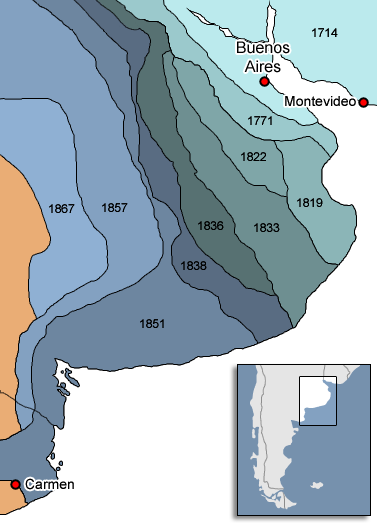
Avance de la frontera efectiva del Virreinato del Río de la Plata y posterior República Argentina entre 1771 y 1868.

El 4 de diciembre de 1818 el prisionero Luis Villada encabezó una sublevación en Carmen de Patagones, se autonombró comandante, izó la bandera española y cometió saqueos en la población, fusilando además a Sayós y a varios más, luego Villada murió apuñalado el día 6. Los pobladores nombraron comandante interino al padre Faramiñán. Una expedición militar persiguió sin éxito al resto de los sublevados, regresando el 14 de diciembre. En enero de 1819 reasumió la comandancia Sancho, manteniéndose hasta el 13 de noviembre de 1820, fecha en que la delegó provisionalmente en José María García.
El 16 de febrero de 1820 surgió la Provincia de Buenos Aires como entidad política autónoma, incorporando a Patagones en su jurisdicción.
El 29 de marzo de 1821 el gobernador Martín Rodríguez nombró nuevo comandante al teniente coronel José Gabriel de la Oyuela, quien asumió en junio. En ese año Carmen de Patagones envió a José María Roxas y Patrón como su primer representante en la Legislatura de la Provincia de Buenos Aires y fue elegido Juan José Rial como primer alcalde a cargo del mando civil que hasta entonces desempeñaba el comandante.
En 1823 asumió el coronel graduado Martín Paulino de Lacarra y Toledo como nuevo comandante del fuerte. En 1826 las milicias al mando de su auxiliar el subteniente Sebastián Olivera, los gauchos de José Luis Molina y algunas naves corsarias lograron rechazar una invasión brasileña en la llamada Batalla de Carmen de Patagones.
El 27 de febrero de 1827 cuatro buques de guerra del Brasil al mando del capitán de fragata James Shepherd llegaron a Patagones, desembarcando el 5 de marzo, pero debieron rendirse el día 7.
El 24 de abril de 1827 el presidente aceptó la renuncia de Lacarra, siendo reemplazado por el coronel José Paulino Rojas hasta el 30 de octubre. Durante su gobierno hubo un frustrado intento de ocupación brasileña en septiembre. Reemplazó a Rojas el coronel Ramón Rodríguez.
En 1828 el coronel Ramón Estomba fundó la Fortaleza Protectora Argentina, hoy Bahía Blanca, ubicada al norte de Patagones.
En 1829 Oyuela volvió a ser comandante de Patagones, produciéndose en enero el ataque de los bandoleros realistas chilenos conocidos como hermanos Pincheira. José Antonio Pincheira se presentó ante el fuerte con un centenar de blancos y otro centenar de indígenas, pidiendo parlamentar con el gobierno de Buenos Aires, pero el comandante puso en prisión y luego ejecutó a los dos parlamentarios enviados por Pincheira, atacando este infructuosamente el fuerte. El gobierno desaprobó el accionar de Oyuela y lo reemplazó por el coronel Francisco Crespo y Denis, quien fue reemplazado en enero de 1833 por Sebastián Olivera, uno de los héroes del conflicto con el Imperio del Brasil, hasta 1835 en que pasó a retiro. En 1833 Patagones fue visitado por Charles Darwin, mientras se producía la Campaña de Rosas al Desierto. 
Las tierras patagónicas continuaron en poder indígena o desiertas, consideradas res nullius por potencias europeas y reclamada por Chile. La constitución de la Provincia de Buenos Aires promulgada en abril de 1854 establecía los siguientes límites provinciales: 

Su territorio se extiende Norte-Sur desde el Arroyo de El Medio hasta la entrada de la Cordillera en el mar, lindando por una línea al Oeste y Sud-Oeste con las faldas de las Cordilleras, y por el Norte y Este con los rios Paraná y Plata y con el Atlántico.

La constitución de la Provincia de Mendoza sancionada el 24 de diciembre de 1854 reclamaba también esas áreas, fijando sus límites por el Sur en las costas del océano Atlántico, por el Oeste la cordillera de los Andes, proclamando el gobierno provincial el 5 de noviembre de 1862 que sus límites llegaban al Cabo de Hornos.
En 1856, el comandante militar de Patagones coronel Benito Villar, erigió en la margen derecha del río, la capilla de Nuestra Señora de la Merced, que luego dio lugar al nombre Mercedes de Patagones o Patagones Sur, la actual ciudad de Viedma.
El 20 de mayo de 1863 el comandante Julián Murga firmó un tratado de paz con el cacique Sayhueque.
En 1870 fue creada la Capitanía de Puerto de Patagones, bajo la dependencia del Comandante Militar del fuerte, siendo designado el comandante Federico Spurr como Capitán del Puerto de Patagones, quien ejerció esa función hasta 1874.
Los comandantes militares de Patagones continuaron ejerciendo jurisdicción sobre la Patagonia oriental hasta que por la ley N.º 947 del 5 de octubre de 1878, los límites de las tierras nacionales situadas al exterior de las fronteras de las provincias de Buenos Aires, Santa Fe, Córdoba, San Luis y Mendoza, fueron establecidos en el río Negro, desde su desembocadura en el océano Atlántico remontando su corriente hasta encontrar el grado 5º de longitud occidental del meridiano de Buenos Aires, por este hacia el norte, hasta su intersección con el paralelo 35º de latitud sur, por este paralelo hasta el meridiano 10º de longitud occidental de Buenos Aires, por este meridiano hacia el sur hasta la margen izquierda del río Colorado y desde allí remontando la corriente de este río hasta sus nacientes y continuando por el río Barrancas hasta la cordillera de los Andes. Quedando establecido el límite norte de la Patagonia con las demás provincias.
La Gobernación de la Patagonia fue creada por la ley N.º 954, del 11 de octubre de 1878. Su territorio se extendía nominalmente desde el límite fijado por la ley N° 947 hasta el cabo de Hornos. Su capital fue Mercedes de Patagones (hoy Viedma).